# Tricentra bisignata
Tricentra bisignata là một loài bướm đêm trong họ Geometridae.